# Perlenbachtal

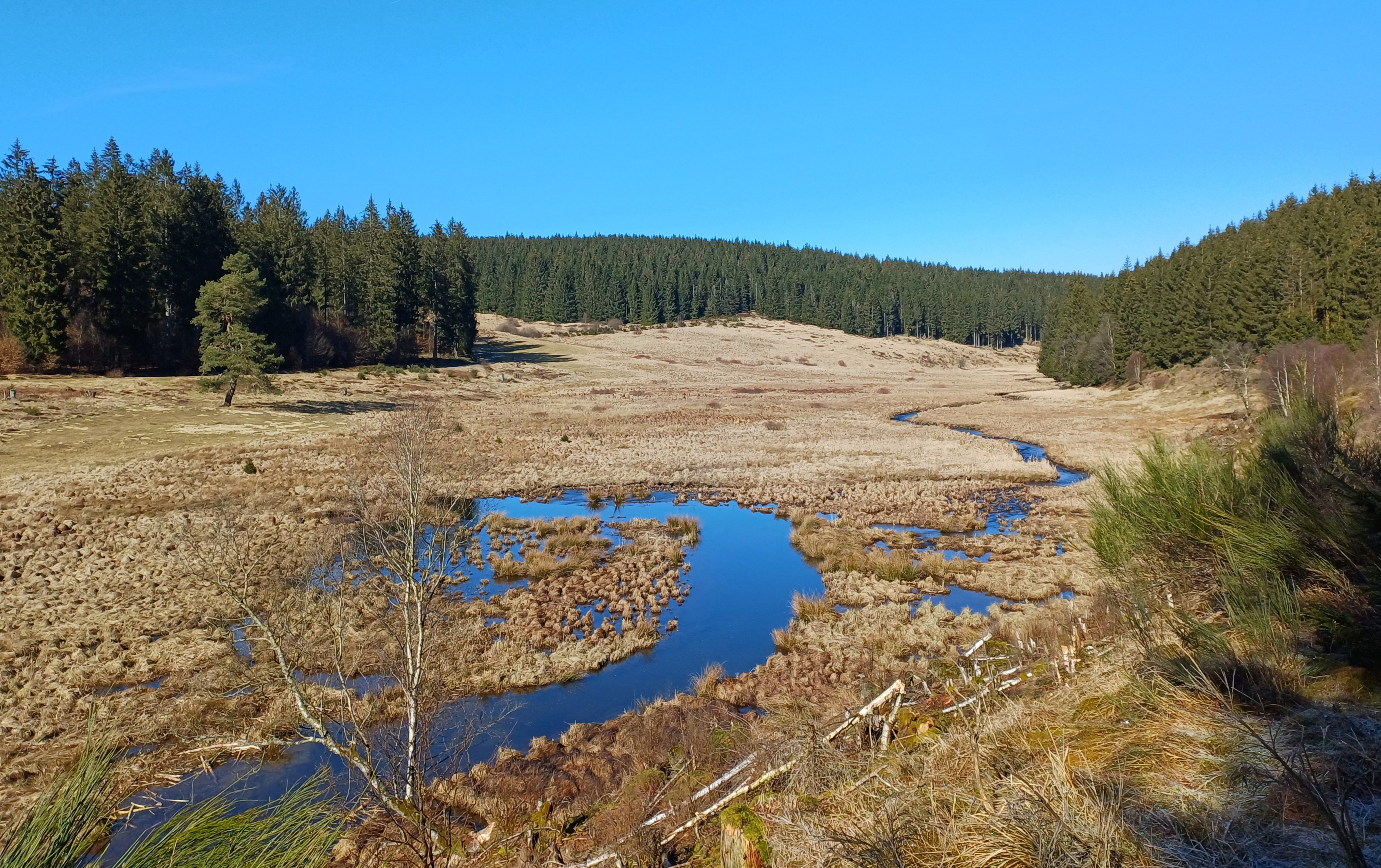
Oberer Perlenbach, im belgischen Truppenübungsplatz Elsenborn

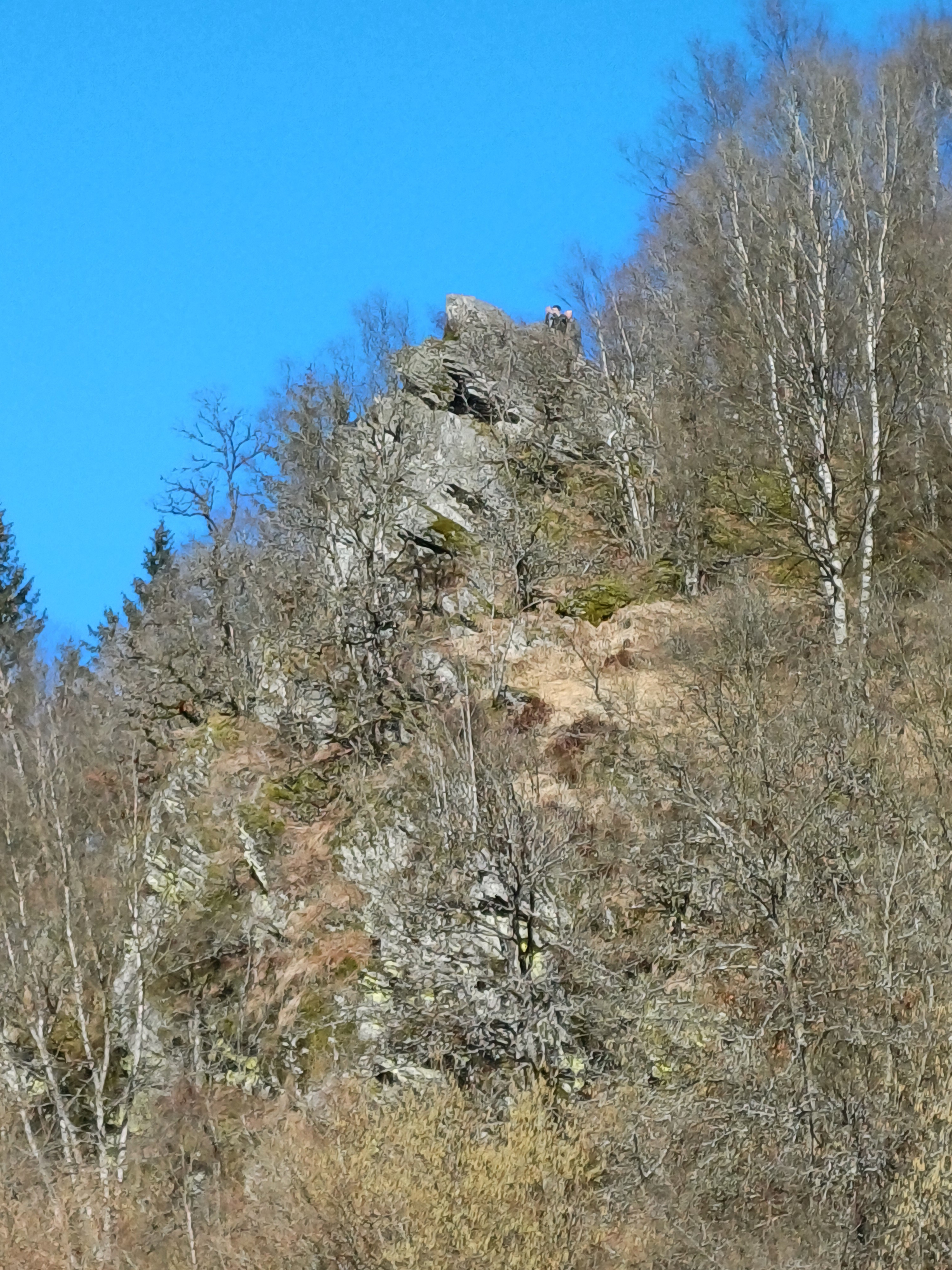
Oberes Perlenbachtal – Bieleifelsen (Belgien)

Als Perlenbachtal (auch Perlbachtal genannt) wird das in Belgien und Deutschland in der Eifel gelegene Tal des Rur-Zuflusses Perlenbach bezeichnet, in dem – an der Grenze beider Staaten – zwei kulturgeschichtlich herausgehobene deutsche Naturschutzgebiete mit insgesamt 398 ha Fläche liegen.

## Perlenbach
Der Perlenbach, in Ostbelgien Schwalmbach genannt, entsteht aus mehreren Quellbächen und Zuflüssen, die überwiegend im Gebiet des belgischen Truppenübungsplatzes Elsenborn bei Rocherath (Provinz Lüttich) entspringen. Dort noch Schwalmbach genannt, setzt er sich aus den Rinnsalen Schwalmbach, Krockesbach, Kranbach, Drosbach, Lienbach, Büllingerbach (oder Fuhrstbach), dem Wolfsbach und dem Heisterbach zusammen. Ab dem Zusammenfluss mit dem Vokkesbach am Felsen Bielei kurz vor der deutsch-belgischen Grenze heißt er Perlenbach. Er fließt nordwärts, wird in der Perlenbachtalsperre gestaut und mündet in Deutschland, westlich von Monschau (Nordrhein-Westfalen) in der Städteregion Aachen in die Rur. Sein Wasser dient hauptsächlich der Trinkwassergewinnung über den Stausee und dem angeschlossenen Wasserwerk.

## Naturschutzgebiete

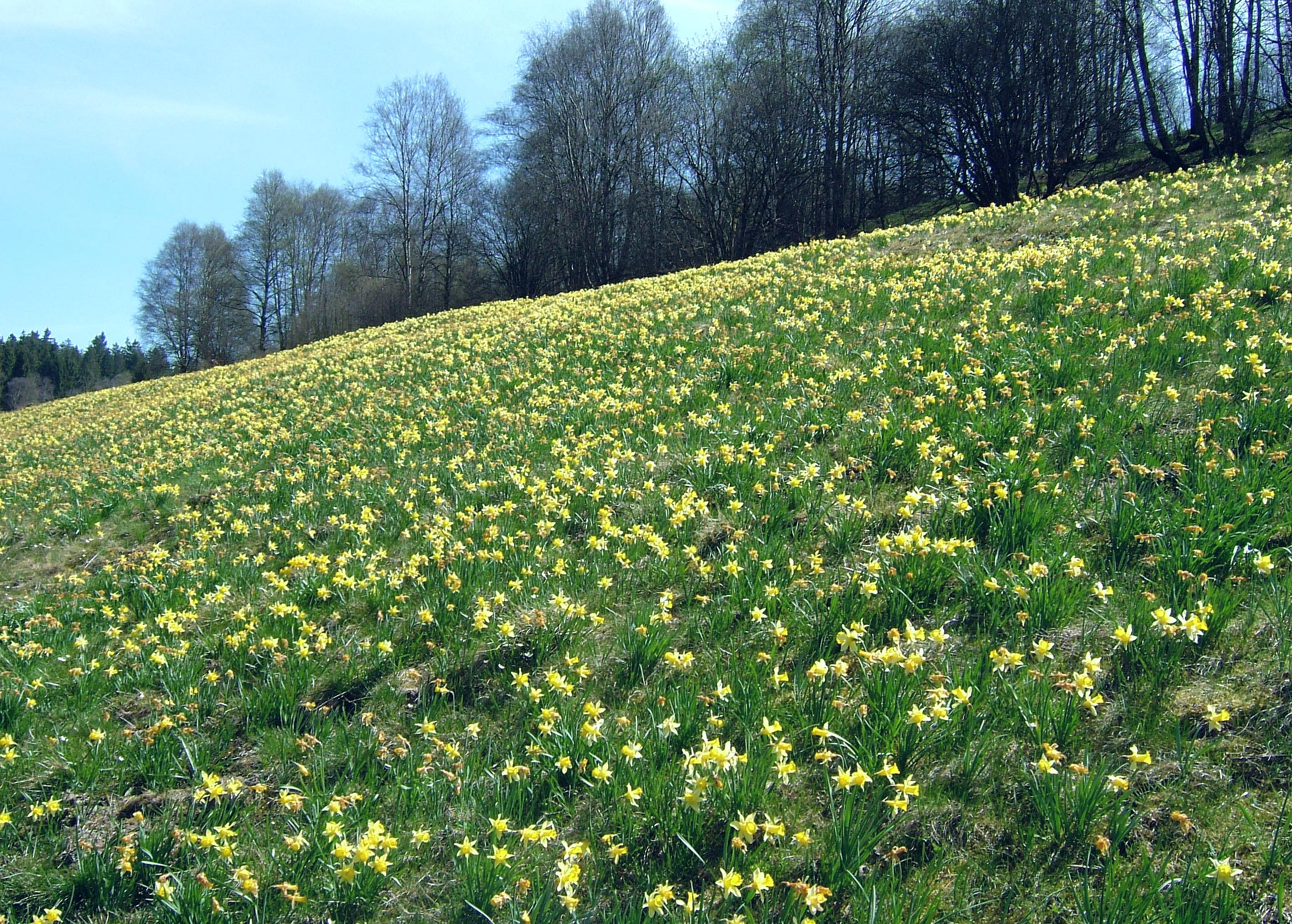
Narzissenteppich im Perlenbachtal, April 2019

Im Perlenbachtal liegen zwei Naturschutzgebiete (NSG; mit CDDA-Nummer, Ausweisungsjahr und Fläche in Hektar):
- Oberes NSG: Perlenbach-Fuhrtsbachtal-Talsystem (Nr. 82312; 1976; 339 ha)
- Unteres NSG: Unteres Perlenbachtal mit den Felsbildungen der Teufelsley, Engelsley, Bromelsley und Pferdeley (Nr. 319245; 1997; 59 ha)

## Kulturgeschichtliches

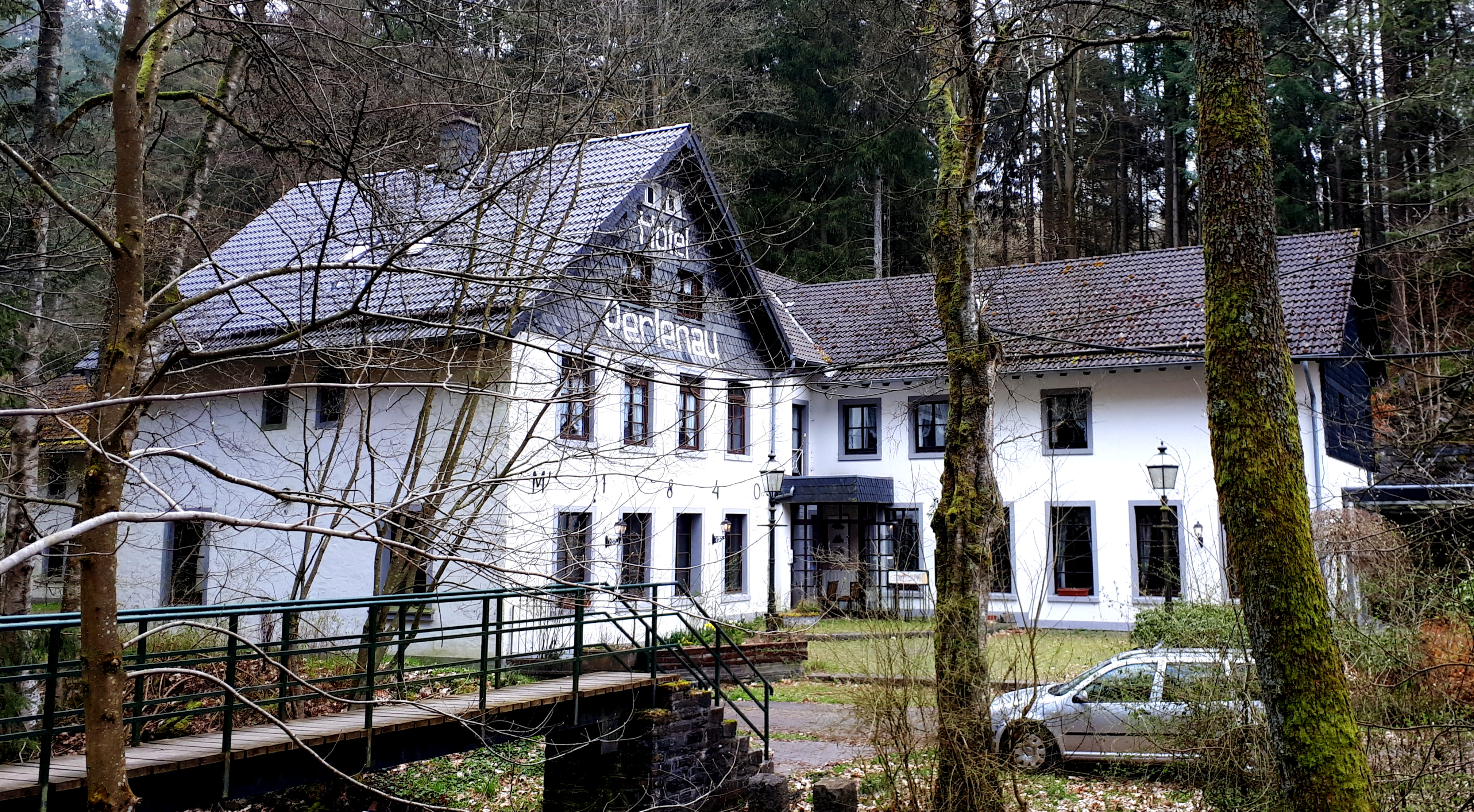
Perlenauer Mühle im NSG Unteres Perlenbachtal

Den Namen verdankt das Tal der Flussperlmuschel, die früher hier mit flussbettdeckenden Kolonien heimisch war. Heute gilt sie auch hier als nahezu ausgestorben. Nur wenige uralte Exemplare sind an einer versteckten Stelle erhalten, die wegen der Gefahr fahrlässiger Zerstörung nur den Wissenschaftlern bekannt gemacht wird.
Mittels eines Perlen-Regals durften von 1668 bis 1880 die Perlmuscheln ausschließlich vom Fürsten des Herzogtums Jülich, durch den von ihm bestellten Perlfischer Benedikt Ossenbruch wirtschaftlich genutzt werden. Zwecks hinreichender Abschreckung gegen heimliche „Wildfischerei“ wurde 1746 eigens ein Galgen auf dem noch heute vorfindlichen „Galgendamm“ errichtet. Ob „Perlenräuber“ dort tatsächlich zu Tode gebracht wurden, ist nicht bekannt. Nach der Besetzung des Landes durch napoleonische Truppen wurde das Perlregal aufgehoben und die Muscheln Gier und Raubbau mehr und mehr ausgeliefert. Aus dem Jahr 1880 bezeugen historische Quellen, dass ein Monschauer Fabrikant karrenweise Perlmuscheln abtransportieren ließ, aber dabei nur sehr wenig Ausbeute an schwarzen Flussperlen erräuberte. Eine Gaststätte „Am Gericht“ zeugt weiterhin vor Ort von der Historie.
Die nährstoffarmen Wiesen des Bachtals wurden jahrhundertelang zur Heugewinnung genutzt, wobei man die jährlichen Nährstoffverluste der Böden infolge der Heuproduktion durch Bewässerungsdüngung kompensierte (Wiesenbewässerung). Zu diesem Zweck hatte man kleine Gräben angelegt, sogenannte Flüxgräben, die das Bachwasser mit seinen mineralischen und organischen Schwebstoffen auf die Mähwiesen leiteten, die meistens in den unteren Hangbereichen lagen. Durch das Bewässerungswasser mit seinen Schwebstoffen konnte man die im Boden verfügbare Nährstoffmenge steigern. Außerdem nahm die Bodentemperatur geringfügig zu, was die Schneeschmelze im Frühjahr beschleunigte und so die Vegetationsperiode lokal etwas verlängerte.
Diese uralte Wirtschaftsform wurde praktiziert, bis die moderne, intensivierte Landwirtschaft die entlegenen Felder als unwirtschaftlich aufgab. Stattdessen wurden überwiegend schnellwachsende Fichten gepflanzt, um trotzdem noch einen wirtschaftlichen Nutzen zu erzielen. Erst das Aktivwerden von Heimat- und Naturschützern im Rahmen des deutsch-belgischen Naturparks Hohes Venn-Eifel brachte eine Wende. Die Nordrhein-Westfalen-Stiftung kaufte große Flächenareale für den Naturschutz auf. In subventionierten Pflegeprogrammen nahmen Landwirte die traditionelle Mahd zur Erhaltung dieser Wiesenbiotope wieder auf, auf denen jetzt jedes Jahr im Frühling Millionen von wilden Narzissen blühen, was für einige Wochen Scharen von Touristen anzieht.

## Stauanlage Perlenbach

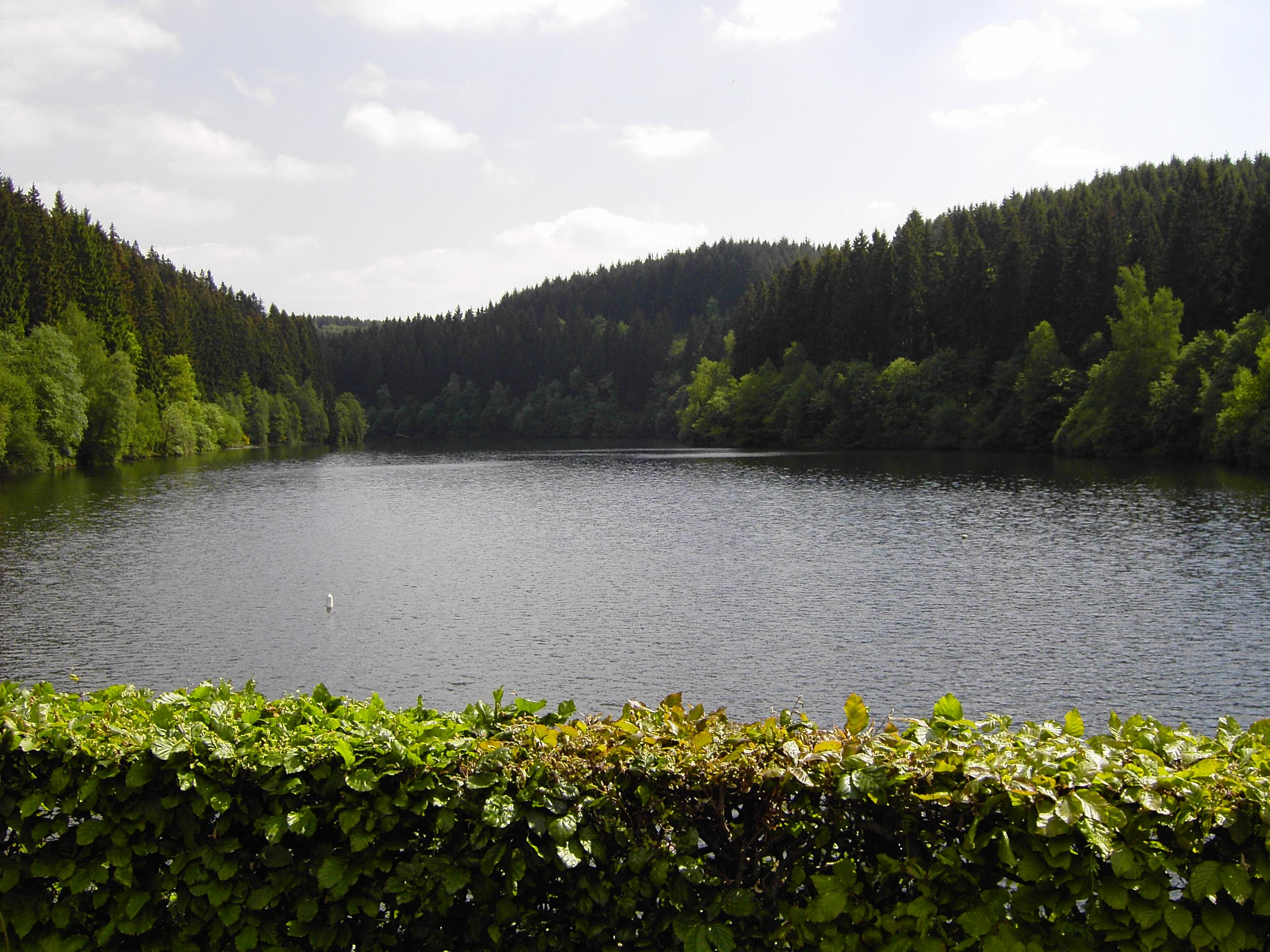
Perlenbachtalsperre

Im Übergangsbereich vom oberen zum unteren Naturschutzgebiet mündet der Perlenbach in die Perlenbachtalsperre. Deren Staudamm wurde von 1953 bis 1956 als Felsendamm mit einer Asphaltaußenhaut errichtet. Der Stausee hat ein maximales Fassungsvermögen von 0,8 Millionen m³. Er dient der Sicherung der Wasserversorgung des Aachen-Dürener Raums.